# District de Gaoming
Le district de Gaoming (高明区 ; pinyin : Gāomíng Qū) est une subdivision administrative de la province du Guangdong en Chine. Il est placé sous la juridiction de la ville-préfecture de Foshan. On y parle le cantonais.

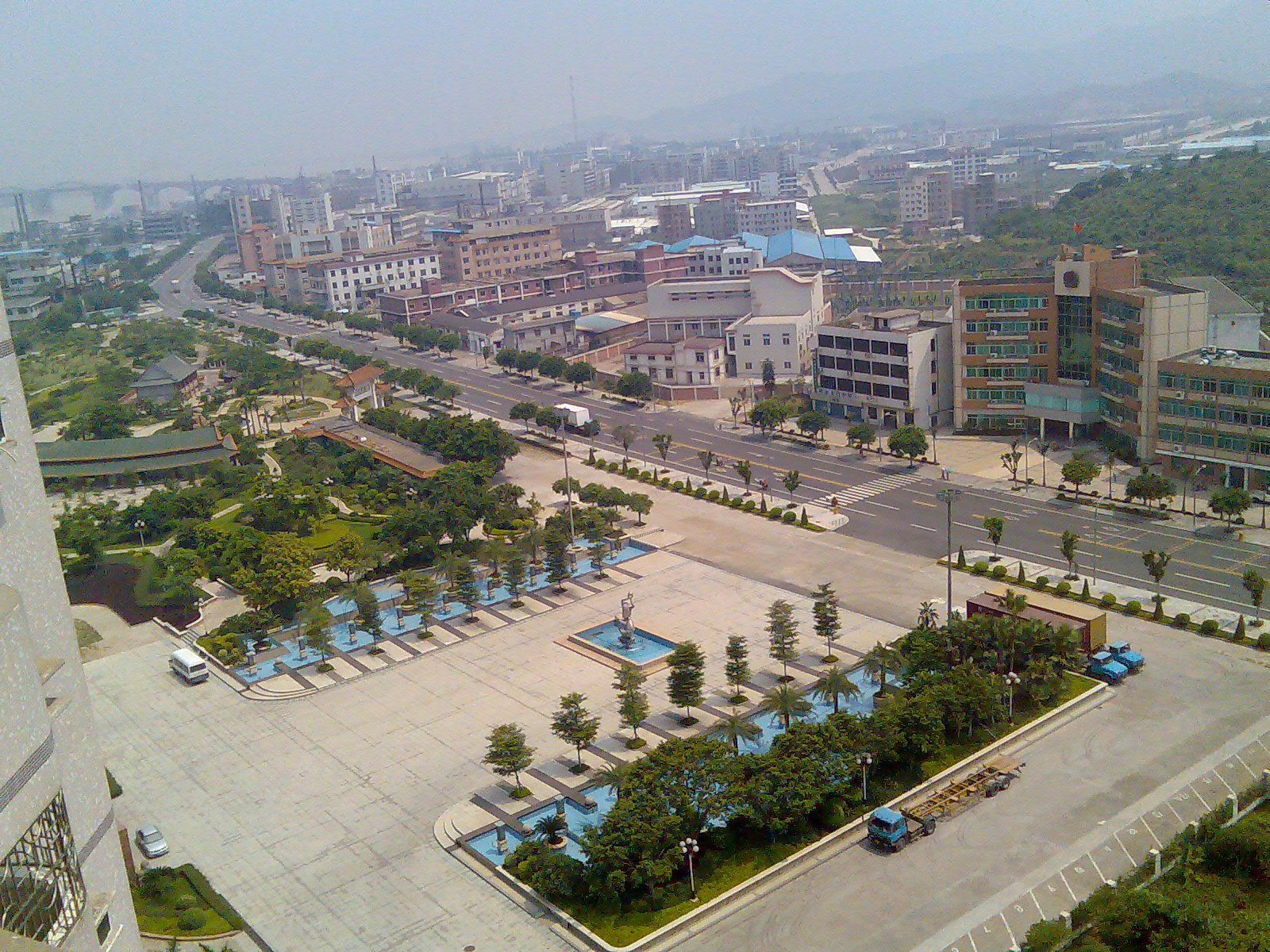
District de Gaoming, vu depuis un immeuble de grande hauteur

## Démographie
La population du district était de 420 044 habitants en 2010.
Personnes célèbres: Ou da Xiang (chinois: 區 大 相) (haut fonctionnaire de la dynastie Ming)
Wong, wan choi (chinois: 黃 允 財), acteur masculin de Hong Kong